# Thomas Short
Thomas Short (* 1711; † 1788 in Edinburgh) war ein schottischer Optiker aus Leith. Er gründete in Edinburgh das Short-Observatorium am Calton Hill, das noch heute neben der späteren Sternwarte existiert.
Short war der jüngere Bruder des Edinburgher Teleskopbauers und Royal Fellows James Short (1710–1768) und teilweise in dessen Unternehmen (in Edinburgh und ab 1736 in London) tätig. Nach dem Tod des Bruders führte er einige Jahre dessen Londoner Firma weiter. 1776 kehrte er nach Edinburgh zurück und brachte James’ großes, zwölffüßiges Spiegelteleskop mit 3,7 Metern Brennweite mit, um in der schottischen Hauptstadt Teleskope auszustellen und später ein kommerzielles Observatorium zu errichten.
Durch besondere Umstände wurde dieses Vorhaben jedoch zur ersten Universitätssternwarte Edinburgh. 1736 hatte der Mathematiker und Geodät Colin Maclaurin, der von 1726 bis 1746 an der Universität Edinburgh gewirkt hatte, Geld für eine Sternwarte des Royal College gesammelt. Durch den Jakobiteraufstand 1745 blieben die Mittel ungenützt und wurden nun von der Stadt für den Sternwartebau auf dem Calton Hill freigegeben. Das Gebäude erhielt 1776 von James Craig die Form eines Festungsturms; Short arbeitete und wohnte darin bis zu seinem Tod 1788.
Danach wurde die Sternwarte von seiner Familie weitergeführt und fiel um 1805 an die Stadt zurück; später ging sie kurzzeitig als Volkssternwarte und Museum an Shorts Tochter Maria Theresa Short. 1818 wurde am Hügel mit dem Playfair Building ein zweites Observatorium errichtet.